# Stachyurus szechuanensis
Stachyurus szechuanensis är en tvåhjärtbladig växtart som beskrevs av Wen Pei Fang. Stachyurus szechuanensis ingår i släktet Stachyurus och familjen Stachyuraceae. Inga underarter finns listade i Catalogue of Life.